# Brima Kamara
Brima Kamara (ur. 5 maja 1972, zm. 7 lipca 1999) – sierraleoński piłkarz występujący na pozycji bramkarza.

## Kariera klubowa
W swojej karierze Kamara występował między innymi w sierraleońskim zespole East End Lions, a także w egipskiej drużynie El Mansoura. Wraz z East End Lions w 1994 roku zdobył mistrzostwo Sierra Leone.

## Kariera reprezentacyjna
W 1994 roku Kamara został powołany do reprezentacji Sierra Leone na Puchar Narodów Afryki, zakończony przez Sierra Leone na fazie grupowej. Nie zagrał jednak na nim w żadnym meczu.
W 1996 roku Kamara ponownie znalazł się w składzie na Puchar Narodów Afryki. Wystąpił na nim w spotkaniach z Burkina Faso (2:1), Algierią (0:2) i Zambią (0:4), a Sierra Leone ponownie odpadło z turnieju po fazie grupowej.